# Медина, Хорхе (политик)
Хорхе Медина Барра (исп. Jorge Medina Barra; 24 апреля 1968 — 23 ноября 2022) — боливийский борец за гражданские права и политик, в 2010—2015 годах бывший членом Палаты депутатов от Ла-Паса, представляя его особый коренной округ.
Выросший в афро-боливийской общине тропического региона Юнга Медина стал активным участником движения за гражданские права афроболивийцев после переезда в город Ла-Пас. Он был одним из соучредителей Афроболивийского культурного движения Сая и Афроболивийского центра интегрального и общественного развития — организаций, продвигающих признание культурной идентичности чернокожего населения страны.
Добившись включения прав афроболивийцев в Конституцию 2009 года, Медина позже был избран представителем коренных народов в Палате депутатов, став первым афроболивийцем, работавшим в любой из палат парламента Боливии. В парламенте Медина добился принятия Закона Боливии о борьбе с расизмом и других законодательных актов подобного профиля.

## Ранние годы
Хорхе Медина родился 24 апреля 1968 года в афроболивийской семье Паулино Медины и Сердхи Барра из сельской общины Чиччипа в сельскохозяйственной провинции Северный Юнгас департамента Ла-Пас. Медина закончил начальную школу в соседнем городе Токанья, а затем переехал со своими родителями в Каранави в Альто-Бени, где он посещал городскую школу им. Мартина Карденаса. После окончания учёбы в 1988 году Медина перебрался в сам Ла-Пас, чтобы продолжить образование в колледже; он изучал деловое администрирование в Высшем университете Сан-Андреса и посещал курсы системной инженерии в Университете Фомы Аквинского. В последующие годы Медина подрабатывал на различных случайных заработках: шесть лет проработал шофёром в горнодобывающей компании Golden Eagle, затем устроился механиком в местную мастерскую, следом разнорабочим в бумажную компанию. Он также некоторое время был сотрудником государственного нефтяного предприятия YPFB и Министерства труда.

## Активизм и общественная деятельность
Проживание в Ла-Пасе, где «другие боливийцы нередко не обращали внимания на существование чернокожих людей», побудило Медину к участию в афроболивийском движении за гражданские права. Признание афроболивийского населения было нишевым, ограниченным в академических кругах западными учёными, изучающими африканскую диаспору. Афроболивийцы часто сталкивались с расовой дискриминацией, включая физическое преследование из-за суеверного убеждения, что ущипнуть чернокожего человека значит удачу, о чём вспоминал и сам Медина.
С конца 1980-х годов Медина продвигал стиль афроболивийских народных песен с барабанами под названием сая. Медина зарекомендовал себя как популярный композитор и исполнитель сая, написав, среди прочего, песни «Flor de Alelí», «Ser Líder de un Grupo» и «Guarachera de Cuba» . В 1988 году Медина вместе с другими активистами основал Афроболивийское культурное движение Сая (MOCUSABOL), ставшее одной из ведущих афроболивийских организаций по защите гражданских и культурных прав. Он занимал пост вице-президента, а затем президента этого движения организации в течение пяти лет, с 1999 по 2004 год.
Несмотря на успехи MOCUSABOL в распространении стиля сая, Медину разочаровывало представление о афроболивийцах как всего лишь «танцующих неграх»: «мы ведь не только хорошо танцуем, но можем заниматься и другими вещами». В 2006 году Медина вместе с Марфой Инофуэнтес основал Афроболивийский центр интегрального и общественного развития (CADIC), где он занял должность исполнительного директора. Организация активно работала над продвижением афроболивийских гражданских и политических прав, взяв на себя ведущую роль в достижении признания на государственном уровне афро-сообщества в рамках Учредительного собрания 2006—2007 годов, которое тогда пересматривало конституцию Боливии. К концу конституционного процесса CADIC удалось обеспечить те же права меньшинств для афроболивийцев, что и для коренных народов страны.

## Палата депутатов

### Избрание
В свете начатого при президенте Эво Моралесе поощрения угнетённых групп к участию в политике, Медина был выдвинут в Палату депутатов от имени партии Движение к социализму. Принимая это предложение, Медина заявил: «Барак Обама — президент Соединенных Штатов; почему же афроамериканец не может избраться в парламент здесь, в Боливии?». Он баллотировался от имени недавно созданного особого сельского округа коренных народов департамента Ла-Пас — нововведения Конституции 2009 года. Этот округ покрывает афроболивийское население, а также народы араона, калавайя, леко, мосетен и такана. Медина получил один из самых высоких процентов голосов на тех выборах, набрав почти 92 % голосов избирателей и став первым афроболивийцем в истории в любой из палат боливийского парламента.

### Депутатство
Будучи парламентарием, Медина сыграл важную роль в разработке Закона о борьбе с расизмом и всеми формами дискриминации. Новый закон, обнародованный президентом Эво Моралесом в октябре 2010 года, предусматривал различные наказания для лиц, виновных в расизме и дискриминации, определяя афроболивийцев как особенно уязвимую группу этнических меньшинств. За годы, прошедшие после его принятия, закон столкнулся с многочисленными проблемами и недостатками, включая трудности с его внедрением и неосведомленность как широкой общественности, так и судебных органов относительно того, что именно представляет собой правонарушение, подлежащее уголовному преследованию.
По словам аналитика Генри Стобарта, «газетные сообщения за 2014 год характеризовали закон как „не стоящий бумаги, на которой он был написан“, утверждая, что так и не было никаких судебных преследований, несмотря на сотни полученных жалоб». С другой стороны, профессор Сара Бусдикер отметила, что «несмотря на его недостатки и ограничения в непосредственном предотвращении расизма, [закон] в некоторых обстоятельствах дал людям возможность подумать, прежде чем действовать и говорить», что вызвало «своего рода социальное колебание», поскольку «даже если [правонарушители] не понимают всех деталей, они знают, что такой закон существует». Со своей стороны, Медина поддержал это мнение, заявив, что целью закона было не «наполнить тюрьмы совершающими дискриминацию», а, скорее, способствовать примирению.
На протяжении всего своего пребывания в должности Медина постоянно работал над признанием афроболивийского населения. Он способствовал принятию многочисленных символических законов, признающих африканскую культуру, в том числе провозглашающего 23 сентября Национальным днем афроболивийского народа, и определяющего сая как часть культурного наследия страны. При депутатстве Медины была проведена перепись 2012 года, впервые регистрировавшая афроболивийского населения. Используя эти данные, Медина выдвинул концепцию создания муниципалитета с афроболивийским большинством, чтобы обеспечить большее электоральное представительство его жителей, хотя эта идея так и не сдвинулась с мёртвой точки. По завершении своего срока в 2015 году Медина ушёл из политики и вернулся к руководству CADIC.

## Личная жизнь и смерть
Медина женился на Мириам Ириондо, афроболивийской исполнительнице сая из Чулумани в провинции Южный Юнгас. У пары было двое детей: Адин Дубе и Малайка (имена на суахили означают «сила и страсть» и «ангел» соответственно). Его родственник Томаса Медина также получил известность в афроболивийском сообществе, хотя и был противником MAS. Помимо работы в MOCUSABOL и CADIC, Медина также активно сотрудничал на радио, с 2001 года вёл ток-шоу Raíces Africanas. В кино он сыграл роль второго плана в фильме «Американская виза» 2005 года. Медина умер 23 ноября 2022 года в возрасте 54 лет. По случаю его кончины дань памяти отдали различные афроболивийские организации и Палата депутатов.